# Hirschegg

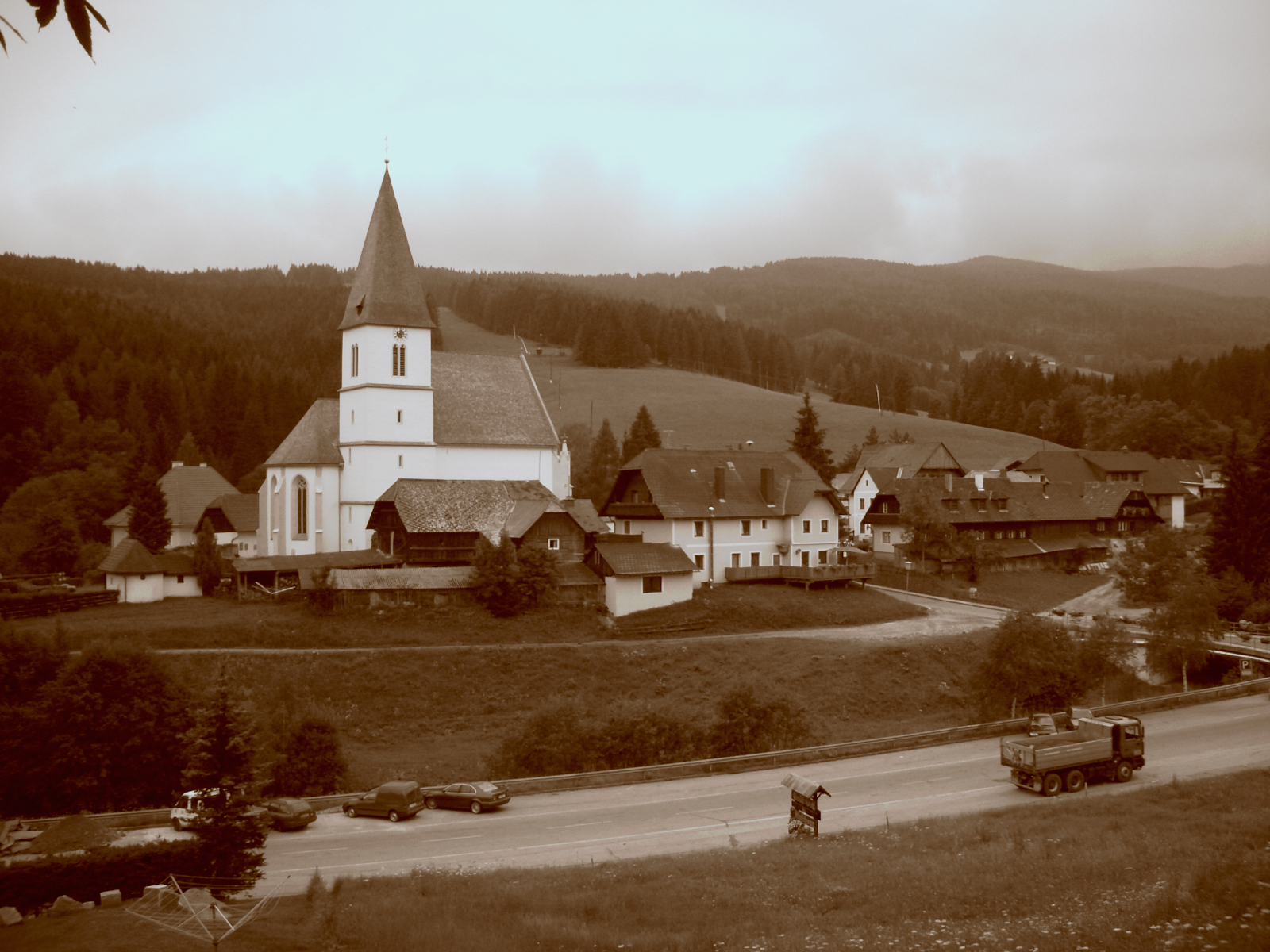
Hirschegg, 2006

Hirschegg là một đô thị thuộc huyện Voitsberg thuộc bang Steiermark, nước Áo. Đô thị Hirschegg có diện tích 59,83 km², dân số thời điểm cuối năm 2005 là 714 người.